# Макс Фогель
Макс Фогель (італ. Max Fauguel, 1909 — ?) — швейцарський футболіст, що грав на позиції нападника. Виступав за клуб «Грассгоппер», а також національну збірну Швейцарії.

## Клубна кар'єра
Грав у складі клубу «Грассгоппер». Почав грати за команду не пізніше сезону 1929-30. І виступав, як мінімум, до сезону 1940-41. За цей час «Грассгоппер» три рази ставав чемпіоном Швейцарії і шість разів перемагав у національному кубку. Фогель грав лише в трьох фіналах кубка - 1934, 1938 і 1940 роках. В 1938 році Макс зіграв у матчі-переграванні фіналу проти «Серветта» і забив три голи. В 1941 році Фогель пропустив фінал, але був у складі в півфінальному матчі проти «Гренхена», основний час якого завершився 0:0, але в додатковий гравці «Грассгоппера» забили три голи.
Також у складі «Грассгоппера» двічі виступав у Кубку Мітропи. В розіграші 1936 року в кваліфікаційному раунді клуб Фогеля грав проти «Аустрії», майбутнього переможця. В першій грі Макс не грав, а його команда програла з рахунком 1:3. В матчі-відповіді в Цюриху Фогель забив гол на 14-й хвилині, але на більше швейцарці не спромоглися, а в кінці гри пропустили гол у свої ворота - 1:1. У Кубку Мітропи 1937 клуб з Цюриха пройшов чехословацький «Простейов» (4:3, 2:2), але поступився в чвертьфіналі італійському «Лаціо» (1:6, 3:2). Фогель грав у трьох перших матчах, а також відзначився голом у поєдинку з «Лаціо».

## Виступи за збірну
1931 року дебютував в офіційних матчах у складі національної збірної Швейцарії. В товариському матчі Швейцарія на своєму полі поступилась Шотландії з рахунком 2:3, а Фогель забив гол на 53-й хвилини.

## Статистика виступів

### Статистика виступів в чемпіонаті
Виступи у вищому дивізіоні чемпіонату Швейцарії, починаючи з сезону 1933/34.
| Сезон   | Клуб        | Ліга                | Матчі | Голи | Місце |
| ------- | ----------- | ------------------- | ----- | ---- | ----- |
| 1933/34 | Грассгоппер | Чемпіонат Швейцарії | 28    | 7    | 2     |
| 1934/35 | Грассгоппер | Чемпіонат Швейцарії | 22    | 1    | 4     |
| 1935/36 | Грассгоппер | Чемпіонат Швейцарії | 20    | 3    | 3     |
| 1936/37 | Грассгоппер | Чемпіонат Швейцарії | 6     | 3    | 1     |
| 1937/38 | Грассгоппер | Чемпіонат Швейцарії | 16    | 6    | 2     |
| 1938/39 | Грассгоппер | Чемпіонат Швейцарії | 21    | 9    | 1     |
| 1939/40 | Грассгоппер | Чемпіонат Швейцарії | 15    | 7    | 3     |
| 1940/41 | Грассгоппер | Чемпіонат Швейцарії | 18    | 2    | 4     |
| РАЗОМ   |             |                     | 146   | 38   |       |

### Статистика виступів у Кубку Мітропи
| №                      | Розіграш               | Стадія                 | Дата та місце проведення | Команда 1              | Рахунок | Команда 2        | Голи |
| ---------------------- | ---------------------- | ---------------------- | ------------------------ | ---------------------- | ------- | ---------------- | ---- |
| 1                      | 1936                   | квал.                  | 14.06.1936, Цюрих        | Грассгоппер            | 1:1     | Аустрія (Відень) | 14'  |
| 2                      | 1937                   | 1/8                    | 13.06.1937, Цюрих        | Грассгоппер            | 4:3     | Простейов        |      |
| 3                      | 1937                   | 1/8                    | 20.06.1937, Простейов    | Простейов              | 2:2     | Грассгоппер      |      |
| 4                      | 1937                   | 1/4                    | 4.07.1937, Рим           | Лаціо                  | 6:1     | Грассгоппер      | 5'   |
| Всього в Кубку Мітропи | Всього в Кубку Мітропи | Всього в Кубку Мітропи | Всього в Кубку Мітропи   | Всього в Кубку Мітропи | 4       |                  | 2    |

## Титули і досягнення
- Чемпіон Швейцарії (3):

«Грассгоппер»: 1930-1931, 1936-1937, 1938-1939
- Володар Кубка Швейцарії (6):

«Грассгоппер»: 1931-1932, 1933-1934, 1936-1937, 1937-1938, 1939-1940, 1940-1941